# Crati
Crati – rzeka we Włoszech, płynąca przez Kalabrię, należąca do zlewiska Morza Jońskiego.
Swe źródła ma na płaskowyżu La Sila. Jej długość wynosi 81 km, a powierzchnia jej zlewni to 2440 km². Przepływa przez Cosenzę, gdzie wpada do niej Busento. Uchodzi poprzez deltę do Zatoki Tarenckiej Morza Jońskiego.
W starożytności nosiła nazwę Crathis.